# Гаязов, Бахытжан Темирович
Бахытжа́н Теми́рович Гая́зов (род. 27 октября 1962, с. Родники Карталинский район, Челябинская область) — аким города Рудный (2011-2020) .

## Биография
В 1982 году окончил Троицкий зооветеринарный техникум; в 1982—1984 годы служил в Советской Армии.
В 1989 году окончил Троицкий ветеринарный институт с квалификацией «ветеринарный врач». Работал старшим ветеринарным врачом совхоза в Кизильском и Джетыгаринском районах (1989—1992); главным ветеринарным врачом, заместителем директора Львовской опытной сельскохозяйственной станции (Джетыгаринский район, 1992—1996). В 1996—1999 годы — президент ГАО «Куатты», в 1999—2001 — директор ТОО «АС-ЕТ» (город Житикара).
В 2001—2004 годы — заместитель акима Костанайского района (2001—2004). Одновременно в 2003 году окончил Костанайский государственный университет им. А. Байтурсынова с квалификацией «юрист».
С мая 2004 года — аким Алтынсаринского района, с января 2008 — аким Аулиекольского района (Костанайская область).
С июня 2011 года — аким города Рудный (Костанайская область). В декабре 2017 года распоряжением акима области был привлечен к дисциплинарной ответственности (объявлен выговор) «за организацию неслужебных контактов с подрядчиком Мусралиевым и нарушения, допущенные в ходе реализации объекта».

## Награды
- орден «Курмет» (2007)
- орден Парасат
- медаль «10 лет Конституции Республики Казахстан» (2005)
- медаль «20 лет независимости Республики Казахстан» (2011)
- медаль «20 лет Конституции Республики Казахстан»
- медаль «25 лет независимости Республики Казахстан»
- медаль «20 лет Астане»[3][6]
- медаль святого благоверного князя Владимира (17.8.2015)[7].